# Альба (Италия)
А́льба (итал. и пьем. Alba, местн. Arba) — главный город области Ланге на границе Лигурии и Пьемонта, вдоль реки Танаро, в итальянской провинции Кунео. Окрестности славятся своими персиками, белыми трюфелями и сухим вином.
Население составляет 29 759 человек, плотность населения составляет 551 чел./км². Занимает площадь 54 км². Почтовый индекс — 12051. Телефонный код — 00173.
Покровителем города считается святой Лаврентий. Праздник города ежегодно празднуется 10 августа.

## История
Основание поселения Альба-Помпея (Alba Pompeia) на дороге из Аккви-Терме в Турин приписывается консулу Помпею Страбону. В этом городе родился один из римских императоров, Пертинакс. С IV века в Альбе имелся свой епископ под начальством архиепископа Миланского. С XI века — свободная коммуна Ломбардской лиги, в более поздние времена — яблоко раздора между монферратскими Алерамичи, миланскими Висконти и домом Гонзага. По итогам войны за мантуанское наследство (1631) отошёл к Савойскому дому, после чего утратил былое значение.
В апреле 1796 года во время итальянской кампании Бонапарта в городе была провозглашена Республика Альбы, которая просуществовала лишь два дня.
C 10 октября по 2 ноября 1944 года в городе существовала республика Альба, организованная партизанами для борьбы с итальянским фашизмом.
В 1946 году в Альбе была создана кондитерская компания Ferrero, которая специализируется на производстве конфет Raffaello и других подобных сладостей.

## Достопримечательности
Памятники старины — романский собор св. Лаврентия (достроен в 1486 году, реконструирован в XIX веке), готическая церковь св. Доминика, средневековый епископский дворец, присутственные места XIII века, а также некоторые башни XIV—XV вв.

## Города-побратимы
- Медфорд (Орегон), США (1960)
- Банска-Бистрица, Словакия (1969)
- Бёблинген (город), Германия (1984)
- Босолей, Франция (1995)
- Арлон, Бельгия (2004)
- Сан-Кугат-дель-Вальес, Испания (2007)

## Галерея
|                   |  |                  |  |                      |
| В соборной церкви |  | Общий вид города |  | Пьяцца Рисорджименто |